# Lista de imperadores romanos

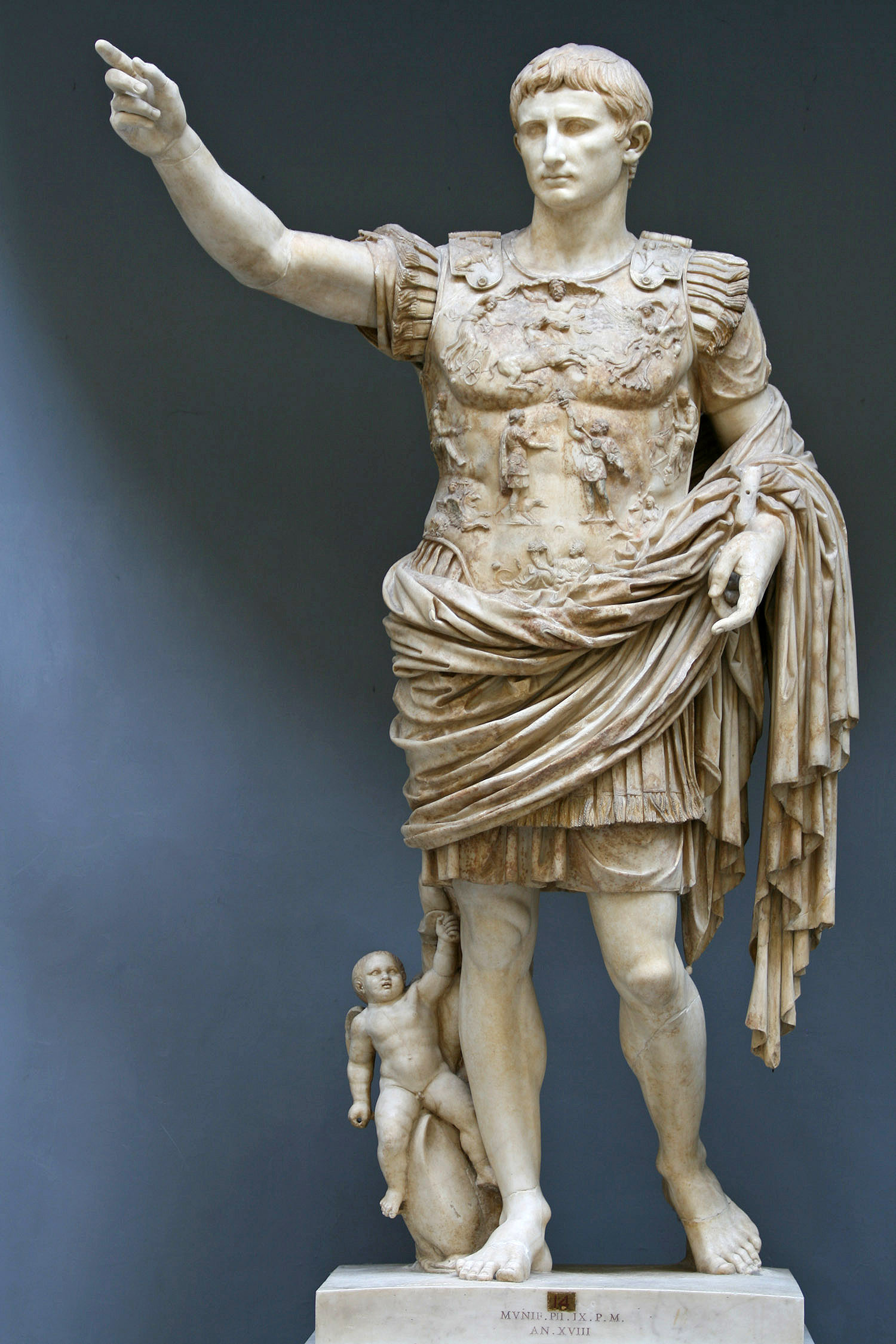
Augusto de Prima Porta, estátua de Augusto, o primeiro imperador romano

Os imperadores romanos foram os governantes do Império Romano depois que Caio Júlio César Otaviano recebeu o título de augusto do Senado Romano em 27 a.C. Isto ocorreu depois de ações realizadas pelo ditador e líder militar Júlio César. Augusto manteve a fachada de um governo republicano, rejeitando títulos monárquicos mas se chamando de príncipe do senado e príncipe do estado. O título de augusto foi concedido a seus sucessores, com a posição imperial ficando cada vez mais monárquica e autoritária.
O estilo de governo instituído por Augusto é chamado de Principado e continuou em vigor até o fim do século III ou início do século IV. A palavra moderna "imperador" é derivada do título imperator, que era concedido por um exército a um general bem sucedido; esse título era geralmente usado apenas pelo príncipe durante a fase inicial do império. Por exemplo, o nome oficial de Augusto era "Imperador César, Filho do Divino, Augusto". A maior parte do território sob o comando do imperador tinha se desenvolvido durante o período da República Romana enquanto esta invadia e ocupava boa parte da Europa e pedaços do Norte da África e Oriente Médio. O Senado e Povo de Roma autorizavam, durante a república, governadores provinciais para governarem regiões do império e que respondiam apenas a eles. Os magistrados chefe da república eram dois cônsules eleitos anualmente; estes continuaram a existir sob o período imperial, porém sua autoridade ficou subserviente a aquela do imperador, que também controlava e determinava suas eleições. Os próprios imperadores, ou até mesmo membros de suas famílias, frequentemente eram selecionados para atuarem como cônsules.
Diocleciano, depois da Crise do Terceiro Século, formalizou e embelezou a maneira do domínio imperial ainda no final do século III. O período que se seguiu é chamado de Dominato e foi caracterizado pelo aumento explícito de autoridade na pessoa do imperador e pelo uso do estilo nosso senhor. A ascensão de poderosas tribos bárbaras ao longo das fronteiras do império, o desafio que elas representavam na defesa dessas fronteiras distantes e uma sucessão imperial instável fizeram Diocleciano dividir a administração do império geograficamente em 286 com um co-augusto. Constantino I estabeleceu uma segunda capital em Bizâncio, que ele renomeou para Constantinopla. Historiadores consideram que o período do Dominato começou com Diocleciano ou Constantino I, dependendo do autor. Houve mais de um imperador sênior reconhecido pela maior parte do período entre 286 e 480, com a divisão sendo geralmente baseada em regiões geográficas. Esta divisão tornou-se permanente depois da morte de Teodósio I em 395, que os historiadores usam para datar a divisão entre Império Romano do Ocidente e Império Romano do Oriente. Entretanto, formalmente o império permaneceu como um único regime, com coimperadores separados nas cortes separadas.
A queda do Império Romano do Ocidente pode ser datada de facto em 476, quando Rômulo Augústulo foi deposto pelos hérulos germânicos liderados por Odoacro, ou de jure em 480 após a morte de Júlio Nepos, quando o imperador oriental Zenão deixou de reconhecer a existência de uma corte ocidental separada. Os historiadores geralmente se referem ao império nos séculos que se seguiram como o "Império Bizantino", orientado para uma cultura helênica e governado pelos imperadores bizantinos. Como o termo "bizantino" é uma designação historiográfica posterior e os habitantes e imperadores continuaram a manter uma identidade romana, essa designação não é usada universalmente e continua a ser assunto de debates entre acadêmicos. Uma grande parte do que tinha sido o império ocidental foi reconquistada por Justiniano I no século VI, incluindo a Itália, África e Hispânia. A maioria desses territórios foi rapidamente perdida de novo, incluindo a Hispânia em 625 e a África em 698. Boa parte da Itália foi conquistada pelos lombardos já durante o reinado de Justino II, o sucessor de Justiniano I. A cidade de Roma e seus arredores permaneceram sob controle imperial até 756, quando se tornaram os Estados Papais, porém os últimos domínios imperiais italianos só foram perdidos em 1071 com a queda de Bari. Boa parte dos territórios orientais e meridionais foram perdidos permanentemente no século VII nas conquistas árabes muçulmanas. O império reduzido ficou centrado nas áreas da Anatólia e Bálcãs, porém a linha de imperadores continuou até a morte de Constantino XI Paleólogo e a Queda de Constantinopla em 1453, quando os territórios restantes foram conquistados pelo Império Otomano liderado pelo sultão Maomé II. Maomé se proclamou "César de Roma" depois da conquista, dessa forma afirmando ser o novo imperador, uma reivindicação mantida por sultões posteriores. Reivindicações concorrentes à sucessão do Império Romano também surgiram por vários outros estados e impérios, além de muitos pretendentes.

## Legitimidade

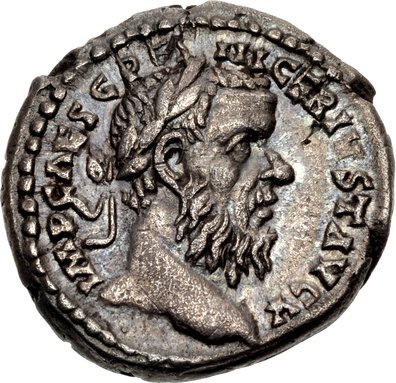
Moeda de Pescênio Níger, um usurpador romano que reivindicou o poder imperial de 193 a 194

Apesar do governo imperial ter raramente sido questionado  durante seus cinco séculos de existência no ocidente e quinze no oriente, imperadores individuais frequentemente enfrentavam desafios na forma de usurpadores e guerras civis. Desde a ascensão de Augusto em 27 a.C. até o Saque de Roma em 455 houve mais de cem usurpações ou tentativas de usurpações, uma média de uma usurpação ou tentativa a cada quatro anos. Raramente houve uma década sem conflitos sucessórios ou guerras civis a partir do assassinato de Cômodo em 192 até o século V. Poucos imperadores morreram de causas naturais, com regicídio tendo se tornado em termos práticos o fim esperado para um imperador na Antiguidade Tardia. A distinção entre usurpador e imperador legítimo é tênue, já que muitos imperadores comumente considerados legítimos começaram como usurpadores, revoltando-se contra o imperador legítimo anterior.
Estruturas ou teorias legitimadoras eram fracas ou totalmente inexistentes no Império Romano, não existindo um verdadeiro critério legal objetivo para aclamação imperial além de proclamação ou aceitação do Exército Romano, evento que frequentemente veio a significar a ascensão imperial. Sucessão dinástica não era legalmente formalizada, porém também não era incomum, com governantes poderosos algumas vezes conseguindo passar o poder para seus filhos ou outros parentes. Relações dinásticas podiam levar alguém ao trono, mas não eram uma garantia que seu governo não seria desafiado. Com a exceção de Tito, filho de Vespasiano, nenhum filho de imperador que reinou após a morte de seu pai morreu de causas naturais até Constantino I em 337. O controle de Roma e a aprovação do Senado tinham alguma importância como fatores legitimadores, mas eram principalmente simbólicos. Imperadores que começaram seus reinados como usurpadores muitas vezes tinham sido considerados inimigos públicos pelo Senado antes de conseguirem tomar a cidade. Imperadores não precisavam ser aclamados ou coroados em Roma, como foi demonstrado em 69 no Ano dos Quatro Imperadores, quando reivindicantes foram coroados por exércitos nas províncias romanas. O papel do Senado na legitimação de imperadores se enfraqueceu para quase insignificância na época da Crise do Terceiro Século. A importância de Roma era principalmente ideológica ao final do século III, com vários usurpadores e imperadores chegando até mesmo estabelecer suas cortes em cidades mais próximas das fronteiras imperiais.
Métodos comuns usados por imperadores e usurpadores para afirmarem sua legitimidade incluíam proclamação do exército, conexões de sangue com imperadores passados (mesmo que fictícias), uso de regalia imperial, distribuição de suas próprias moedas e reivindicações de virtude por meio de propaganda. Não havia distinções constitucionais ou legais que diferenciavam imperadores legítimos de usurpadores. Nos textos romanos antigos, as diferenças entre imperadores e "tiranos", termo frequentemente usado para designar usurpadores, eram frequentemente morais em vez de legais, com os tiranos sendo descritos como possuindo comportamentos perversos. A real distinção normalmente era se o reivindicante foi vitorioso ou não. Na História Augusta, uma coleção romana de biografias de imperadores, o usurpador Pescênio Níger é destacado como tirano por ter sido derrotado por Sétimo Severo. Isto é repetido pela historiografia moderna que, na ausência de um critério constitucional para separá-los, o principal fator para distinguir usurpadores de imperadores legítimos é seu grau de sucesso. O que faz de uma figura que começou como usurpador a se tornar imperador legítimo é tipicamente se conseguiram conquistar o reconhecimento de um imperador mais sênior e legítimo, ou se conseguiram derrotar um imperador mais sênior e legítimo e tomar seu poder pela força.

## Estrutura da lista
Já que o conceito de legitimidade constitucional era praticamente irrelevante no Império Romano e os imperadores só eram "legítimos" caso conseguissem serem aceitos por boa parte do império, esta lista de imperadores opera a partir dos seguintes critérios de inclusão:
- Reivindicantes imperiais cujo poder pelo império se tornou, ou desde o princípio foi, absoluto e que governaram sem oposição são tratados como imperadores legítimos.[35] De 284 em diante, quando o poder imperial foi geralmente dividido entre dois coimperadores no ocidente e oriente,[36] controle sobre sua metade respectiva do império é suficiente mesmo que o reivindicante não tenha sido reconhecido pela outra metade, como foi o caso com vários dos últimos imperadores ocidentais.[37]
- Reivindicantes proclamados por outro imperador sênior legítimo, ou reconhecidos por um imperador sênior legítimo, são tratados como imperadores legítimos.[29][38]
- Reivindicantes que alcançaram reconhecido pelo Senado Romano, especialmente em tempos de incerteza e guerra civil, são tratados como imperadores legítimos devido ao papel nominal do Senado como órgão eletivo.[28] Em tempos posteriores, especialmente quando os imperadores passaram a reinar de outras cidades, o critério passa a ser a posse e controle da própria cidade de Roma. No Império Romano do Oriente, a posse da capital Constantinopla era um elemento essencial na legitimidade imperial.[39]

No caso de imperadores não-dinásticos após ou no meio de uma dinastia, é costume entre os historiadores agrupá-los com os governantes de dada dinastia.

## Principado

### Dinastia júlio-claudiana
| Imagem | Nome                                            | Reinado                                                                                                 | Sucessão | Detalhes de vida | Ref    |
| ------ | ----------------------------------------------- | --- | --- | --- | ------ |
|        | Augusto César Augusto                           | 16 de janeiro de 27 a.C. – 19 de agosto de 14 d.C. ou 7 de janeiro de 43 a.C. – 19 de agosto de 14 d.C. | Sobrinho neto e filho adotivo de Júlio César. Gradualmente adquiriu mais poderes por meio de concessões e acordos constitucionais com o Senado Romano. | 23 de setembro de 63 a.C. – 19 de agosto de 14 d.C. (75 anos)Morreu de causas naturais                                                             | [ 42 ] |
|        | Tibério Tibério César Augusto                   | 17 de setembro de 14 – 16 de março de 37                                                                | Enteado, ex-genro e filho adotivo de Augusto | 16 de novembro de 42 a.C. – 16 de março de 37 (77 anos)Morreu de causas naturais, supostamente assassinado por instigação de Calígula              | [ 43 ] |
|        | Calígula Caio César Augusto Germânico           | 18 de março de 37 – 24 de janeiro de 41                                                                 | Sobrinho neto e herdeiro adotivo de Tibério, bisneto de Augusto                                                                                        | 31 de agosto de 12 – 24 de janeiro de 41 (28 anos)Assassinato em uma conspiração envolvendo a Guarda Pretoriana e senadores                        | [ 44 ] |
|        | Cláudio Tibério Cláudio César Augusto Germânico | 24 de janeiro de 41 – 13 de outubro de 54                                                               | Tio de Calígula, sobrinho neto de Augusto, proclamado pela Guarda Pretoriana e aceito pelo Senado                                                      | 1º de agosto de 10 a.c. – 13 de outubro de 54 d.C. (63 anos)Provavelmente envenenado por sua esposa Agripina em favor de Nero                      | [ 45 ] |
|        | Nero Nero Cláudio César Augusto Germânico       | 13 de outubro de 54 – 9 de junho de 68                                                                  | Sobrinho neto, enteado, genro e filho adotivo de Cláudio, tataraneto de Augusto                                                                        | 15 de dezembro de 37 – 9 de junho de 68 (30 anos)Cometeu suicídio depois de ser deserdado pela Guarda Pretoriana e sentenciado a morte pelo Senado | [ 46 ] |

### Ano dos Quatro Imperadores
| Retrato | Nome                                   | Reinado                                | Sucessão | Detalhes de vida | Ref    |
| ------- | -------------------------------------- | -------------------------------------- | --- | --- | ------ |
|         | Galba Sérvio Galba César Augusto       | 8 de junho de 68 – 15 de janeiro de 69 | Governador da Hispânia Tarraconense, se revoltou contra Nero e tomou o poder após seu suicídio com o apoio do Senado e Guarda Pretoriana | 24 de dezembro de 3 a.C. – 15 de janeiro de 69 (72 anos)Assassinado por soldados da Guarda Pretoriana em um golpe de estado liderado por Otão | [ 47 ] |
|         | Otão Marco Otão César Augusto          | 15 de janeiro – 16 de abril de 69      | Tomou o poder por meio de um golpe de estado contra Galba                                                                                | 28 de abril de 32 – 16 de abril de 69 (36 anos)Cometeu suicídio depois de perder a Batalha de Bedríaco para Vitélio                           | [ 48 ] |
|         | Vitélio Aulo Vitélio Germânico Augusto | 19 de abril – 20 de dezembro de 69     | Governador da Germânia Inferior, tomou o poder com o apoio das legiões do Reno em oposição a Galba e Otão, sendo reconhecido pelo Senado | 24 de setembro de 15 – 20/22 de dezembro de 69 (54 anos)Morto pelas tropas de Vespasiano                                                      | [ 49 ] |

### Dinastia flaviana
| Retrato | Nome                                | Reinado                                     | Sucessão                                                              | Detalhes de vida | Ref    |
| ------- | ----------------------------------- | ------------------------------------------- | --------------------------------------------------------------------- | --- | ------ |
|         | Vespasiano César Vespasiano Augusto | 1º de julho de 69 – 23 de junho de 79       | Tomou o poder com o apoio das legiões orientais em oposição a Vitélio | 17 de novembro de 9 – 23/24 de junho de 79 (69 anos)Morreu de causas naturais                                                         | [ 50 ] |
|         | Tito Tito César Vespasiano Augusto  | 24 de junho de 79 – 13 de setembro de 81    | Filho de Vespasiano                                                   | 30 de dezembro de 39 – 13 de setembro de 81 (41 anos)Morreu de causas naturais                                                        | [ 51 ] |
|         | Domiciano César Domiciano Augusto   | 14 de setembro de 81 – 18 de setembro de 96 | Irmão de Tito e filho de Vespasiano                                   | 24 de outubro de 51 – 18 de setembro de 96 (44 anos)Assassinado em uma conspiração envolvendo a Guarda Pretoriana e oficiais da corte | [ 52 ] |

### Dinastia nerva-antonina
| Retrato | Nome                                                | Reinado                                       | Sucessão | Detalhes de vida | Ref    |
| ------- | --------------------------------------------------- | --------------------------------------------- | --- | --- | ------ |
|         | Nerva Nerva César Augusto                           | 18 de setembro de 96 – 27 de janeiro de 98    | Proclamado imperador após o assassinato de Domiciano                                                                                             | 8 de novembro de 30 – 27 de janeiro de 98 (67 anos)Primeiro dos "Cinco Bons Imperadores"; morreu de causas naturais                                 | [ 53 ] |
|         | Trajano César Nerva Trajano Augusto                 | 28 de janeiro de 98 – 7/11 de agosto de 117   | Filho adotivo de Nerva | 18 de setembro de 53 – 7/11 de agosto de 117 (63 anos)Primeiro imperador não-italiano; apogeu geográfico do império; morreu de causas naturais      | [ 54 ] |
|         | Adriano César Trajano Adriano Augusto               | 11 de agosto de 117 – 10 de julho de 138      | Primo de Trajano, supostamente seu filho adotivo                                                                                                 | 24 de janeiro de 76 – 10 de julho de 138 (62 anos)Encerrou o expansionismo romano; morreu de causas naturais                                        | [ 55 ] |
|         | Antonino Pio Tito Élio Adriano Antonino Augusto Pio | 10 de julho de 138 – 7 de março de 161        | Filho adotivo de Adriano | 19 de setembro de 86 – 7 de março de 161 (74 anos)Morreu de causas naturais                                                                         | [ 56 ] |
|         | Marco Aurélio Marco Aurélio Antonino                | 7 de março de 161 – 17 de março de 180        | Genro e filho adotivo de Antonino Pio. Reinou junto com seu irmão adotivo Lúcio Vero, a primeira vez que dois imperadores compartilharam o poder | 26 de abril de 121 – 17 de março de 180 (58 anos)Último dos "Cinco Bons Imperadores"; morreu de causas naturais                                     | [ 58 ] |
|         | Lúcio Vero Lúcio Aurélio Vero                       | 7 de março de 161 – janeiro/fevereiro de 169  | Filho adotivo de Antonino Pio, coimperador com seu sogro Marco Aurélio                                                                           | 15 de dezembro de 130 – janeiro/fevereiro de 169 (38 anos)Morreu de causas naturais                                                                 | [ 59 ] |
|         | Cômodo Lúcio Élio Aurélio Cômodo                    | 27 de novembro de 176 – 31 de dezembro de 192 | Filho de Marco Aurélio. Primeiro imperador a ser elevado durante o reinado de seu predecessor                                                    | 31 de agosto de 161 – 31 de dezembro de 192 (31 anos)Assassinado em uma conspiração envolvendo Laeto, seu prefeito pretoriano, e Márcia, sua amante | [ 60 ] |

### Ano dos Cinco Imperadores
Nota: Os outros reivindicantes durante o Ano dos Cinco Imperadores foram Pescênio Níger e Clódio Albino, geralmente considerados usurpadores.
| Retrato | Nome                                     | Reinado                            | Sucessão | Detalhes de vida                                                                                         | Ref    |
| ------- | ---------------------------------------- | ---------------------------------- | --- | --- | ------ |
|         | Pertinax Públio Hélvio Pertinax          | 1º de janeiro – 28 de março de 193 | Prefeito urbano de Roma, proclamado imperador por Laeto, o prefeito pretoriano, com consentimento do Senado | 1º de agosto de 126 – 28 de março de 193 (66 anos)Morto por soldados amotinados da Guarda Pretoriana     | [ 61 ] |
|         | Dídio Juliano Marco Dídio Severo Juliano | 28 de março – 1º de junho de 193   | Venceu um leilão realizado pela Guarda Pretoriana para a posição de imperador                               | 30 de janeiro de 133 – 1/2 de junho de 193 (60 anos)Morto por ordens do Senado a pedido de Sétimo Severo | [ 62 ] |

### Dinastia severa
| Retrato | Nome                                            | Reinado                                      | Sucessão | Detalhes de vida | Ref    |
| ------- | ----------------------------------------------- | -------------------------------------------- | --- | --- | ------ |
|         | Sétimo Severo Lúcio Sétimo Severo Pertinax      | 9 de abril de 193 – 4 de fevereiro de 211    | Governador da Panônia Superior, aclamado pelas legiões panonianas depois da morte de Pertinax                                                      | 11 de abril de 145 – 4 de fevereiro de 211 (65 anos)Primeiro imperador não-europeu; morreu de causas naturais                                                                                    | [ 64 ] |
|         | Caracala Marco Aurélio Antonino                 | 28 de janeiro de 198 – 8 de abril de 217     | Filho de Sétimo Severo, sucedeu junto com seu irmão Geta                                                                                           | 4 de abril de 188 – 8 de abril de 217 (29 anos)Concedeu cidadania romana a todos os habitantes livres do império; assassinado por um soldado por instigação de Macrino                           | [ 65 ] |
|         | Geta Públio Sétimo Geta                         | c. outubro de 209 – 19/26 de dezembro de 211 | Filho de Sétimo Severo, sucedeu junto com seu irmão Caracala                                                                                       | 7 de março de 189 – 19/26 de dezembro de 211 (22 anos)Morto por ordens de Caracala | [ 66 ] |
|         |                                                 |                                              | | |        |
|         | Macrino Marco Opélio Severo Macrino             | 11 de abril de 217 – 8 de junho de 218       | Prefeito pretoriano de Caracala, aceito como imperador pelo exército e Senado depois de ter arranjado a morte de Caracala por temer sua vida       | c. 165 – junho de 218 (c. 53 anos)Primeiro não-senador a se tornar imperador e o primeiro a não visitar Roma depois de ascender; executado durante uma revolta de tropas em favor de Heliogábalo | [ 67 ] |
|         | Diadumeniano Marco Opélio Antonino Diadumeniano | fim de maio – junho de 218                   | Filho de Macrino, nomeado imperador por seu pai depois da explosão de uma rebelião em favor de Heliogábalo                                         | 14 de setembro de 208 – junho de 218 (9 anos)Primeiro imperador menor de idade; morto em favor de Heliogábalo                                                                                    | [ 68 ] |
|         |                                                 |                                              | | |        |
|         | Heliogábalo Marco Aurélio Antonino              | 16 de maio de 218 – 11/12 de março de 222    | Primo e suposto filho ilegítimo de Caracala, aclamado imperador por legiões revoltosas em oposição a Macrino, por instigação de sua avó Júlia Mesa | 203/204 – 11/12 de março de 222 (18 anos)Assassinado pela Guarda Pretoriana por instigação de sua avó Júlia Mesa                                                                                 | [ 69 ] |
|         | Severo Alexandre Marco Aurélio Severo Alexandre | 13 de março de 222 – 21 de março de 235      | Primo e herdeiro adotivo de Heliogábalo | 1º de outubro de 208 – 21 de março de 235 (26 anos)Morto por tropas revoltosas | [ 70 ] |

### Crise do Terceiro Século
| Retrato | Nome                                                           | Reinado                                       | Sucessão | Detalhes de vida | Ref     |
| ------- | -------------------------------------------------------------- | --------------------------------------------- | --- | --- | ------- |
|         | Maximino I "Trácio" Caio Júlio Vero Maximino                   | c. março de 235 – c. junho/julho de 238       | Proclamado imperador pelas legiões germânicas depois do assassinato de Severo Alexandre                                                             | c. 172–180 – c. junho/julho de 238 (c. 58–66 anos)Primeiro plebeu a se tornar imperador; morto por seus soldados durante o Cerco de Aquileia       | [ 73 ]  |
|         | Gordiano I Marco Antônio Gordiano Semproniano Romano Africano  | c. abril/maio – c. maio/junho de 238          | Proclamado imperador junto com seu filho Gordiano II enquanto era governador da África, em revolta contra Maximino I, sendo reconhecido pelo Senado | c. 158/159 – c. maio/junho de 238 (c. 79 anos)Cometeu suicídio depois de saber da morte de Gordiano II                                             | [ 74 ]  |
|         | Gordiano II Marco Antônio Gordiano Semproniano Romano Africano | c. abril/maio – c. maio/junho de 238          | Proclamado imperador junto com seu pai Gordiano I durante uma revolta na África contra Maximino I                                                   | c. 192 – c. maio/junho de 238 (c. 45 anos)Morto do lado de fora de Cartago em batalha contra um exército leal a Maximino I                         | [ 75 ]  |
|         | Pupieno Marco Clódio Pupieno Máximo                            | c. maio/junho – agosto de 238                 | Proclamado imperador pelo Senado junto com Balbino depois das mortes de Gordiano I e Gordiano II, em oposição a Maximino I                          | c. 164 – agosto de 238 (c. 74 anos)Morto pela Guarda Pretoriana                                                                                    | [ 76 ]  |
|         | Balbino Décimo Célio Calvino Balbino                           | c. maio/junho – agosto de 238                 | Proclamado imperador pelo Senado junto com Pupieno depois das mortes de Gordiano I e Gordiano II, em oposição a Maximino I                          | c. 178 – agosto de 238 (c. 60 anos)Morto pela Guarda Pretoriana                                                                                    | [ 77 ]  |
|         | Gordiano III Marco Antônio Gordiano                            | agosto de 238 – c. fevereiro de 244           | Neto de Gordiano I, nomeado herdeiro por Pupieno e Balbino, sucedendo-os como imperador                                                             | 20 de janeiro de 225 – c. fevereiro de 244 (19 anos)Morreu durante uma campanha contra a Pérsia, possivelmente em um complô instigado por Filipe I | [ 78 ]  |
|         | Filipe I, "o Árabe" Marco Júlio Filipe                         | c. fevereiro de 244 – setembro/outubro de 249 | Prefeito pretoriano de Gordiano III, tomou o poder após a morte deste                                                                               | c. 204 – setembro/outubro de 249 (c. 45 anos)Morto na Batalha de Verona lutando contra Décio                                                       | [ 79 ]  |
|         | Filipe II, "o Jovem" Marco Júlio Severo Filipe                 | julho/agosto de 247 – setembro/outubro de 249 | Filho de Filipe I, nomeado coimperador | c. 237 – setembro/outubro de 249 (c. 12 anos)Assassinado pela Guarda Pretoriana                                                                    | [ 80 ]  |
|         | Décio Caio Méssio Quinto Trajano Décio                         | setembro/outubro de 249 – junho de 251        | Proclamado imperador pelas tropas em Mésia, derrotou e matou Filipe I em batalha                                                                    | c. 190/200 – junho de 251 (c. 50/60 anos)Morto na Batalha de Abrito lutando contra os godos                                                        | [ 81 ]  |
|         | Herênio Etrusco Quinto Herênio Etrusco Méssio Décio            | maio/junho – junho de 251                     | Filho de Décio, nomeado coimperador | c. 220/230 – junho de 251 (c. 20/30 anos)Morto na Batalha de Abrito junto com Décio                                                                | [ 82 ]  |
|         | Treboniano Galo Caio Víbio Treboniano Galo                     | junho de 251 – c. agosto de 253               | Senador e general, proclamado imperador depois das mortes de Décio e Herênio Etrusco                                                                | c. 206 – c. agosto de 253 (47 anos)Assassinado por suas próprias tropas em favor de Emiliano                                                       | [ 83 ]  |
|         | Hostiliano Caio Valente Hostiliano Méssio Quinto               | junho – julho/novembro de 251                 | Filho de Décio, nomeado césar por seu pai e proclamado coimperador por Treboniano Galo                                                              | desconhecido – c. julho/novembro de 251Morreu de peste ou assassinado por Treboniano Galo                                                          | [ 84 ]  |
|         | Volusiano Caio Víbio Alfino Galo Veldumiano Volusiano          | c. agosto de 251 – c. agosto de 253           | Filho de Treboniano Galo, nomeado coimprador | c. 230 – c. agosto de 253 (c. 23 anos)Assassinado por soldados junto com seu pai                                                                   | [ 85 ]  |
|         | Emiliano Marco Emílio Emiliano                                 | julho/agosto – setembro/outubro de 253        | Comandante do exército em Mésia, proclamado imperador pelo soldados depois de derrotar bárbaros, em oposição a Treboniano Galo                      | desconhecido – setembro/outubro de 253Assassinado por suas próprias tropas em favor de Valeriano                                                   | [ 86 ]  |
|         | Silbanaco Mar. Silbanaco                                       | setembro/outubro de 253                       | Figura conhecida apenas por moedas, aparentemente governou Roma brevemente entre Emiliano e Valeriano                                               | Nada conhecido | [ 88 ]  |
|         | Valeriano Públio Licínio Valeriano                             | junho/agosto de 253 – c. junho de 260         | Comandante militar na Récia e Nórica, proclamado imperador pelas legiões locais em oposição a Emiliano                                              | c. 200 – pós-262 (c. 62 anos)Capturado em Edessa pelo xainxá Sapor I da Pérsia, morreu em cativeiro algum tempo depois                             | [ 89 ]  |
|         | Galiano Públio Licínio Inácio Galiano                          | setembro/outubro de 253 – c. setembro de 268  | Filho de Valeriano, nomeado coimperador; imperador único após a captura e morte de Valeriano                                                        | 218 – c. setembro de 268 (c. 50 anos)Assassinado em uma conspiração de oficiais do exército envolvendo Cláudio II e Aureliano                      | [ 90 ]  |
|         | Salonino Públio Licínio Cornélio Salonino Valeriano            | outono de 260                                 | Filho de Galiano, proclamado césar por seu pai e proclamado imperador pelo prefeito pretoriano Silvano enquanto cercado por Póstumo                 | desconhecido – outono de 260Morto por tropas leais a Póstumo                                                                                       | [ 92 ]  |
|         | Cláudio II "Gótico" Marco Aurélio Cláudio                      | c. setembro de 268 – c. abril de 270          | Comandante de um exército na Ilíria, proclamado imperador depois da morte de Galiano                                                                | 10 de maio de 214 – c. abril de 270 (c. 55 anos)Morreu de peste                                                                                    | [ 93 ]  |
|         | Quintilo Marco Aurélio Cláudio Quintilo                        | c. abril – maio de 270                        | Irmão de Cláudio II, proclamado imperador após a morte deste                                                                                        | desconhecido – maio de 270Cometeu suicídio ou foi morto a pedido de Aureliano                                                                      | [ 94 ]  |
|         | Aureliano Lúcio Domício Aureliano                              | c. maio de 270 – c. outubro de 275            | Comandante supremo da cavalaria romana, proclamado imperador pelas legiões do Danúbio após a morte de Cláudio II e em oposição a Quintilo           | 9 de setembro de 214 – c. outubro de 275 (61 anos)Assassinado por soldados                                                                         | [ 95 ]  |
|         | Tácito Marco Cláudio Tácito                                    | c. dezembro de 275 – c. junho de 276          | Príncipe do senado, proclamado imperador pelo Senado depois da morte de Aureliano                                                                   | c. 200 – c. junho de 276 (c. 76 anos)Possivelmente assassinado                                                                                     | [ 96 ]  |
|         | Floriano Marco Ânio Floriano                                   | c. junho – setembro de 276                    | Irmão ou, mais provavelmente, meio-irmão de Tácito                                                                                                  | desconhecido – setembro/outubro de 276Assassinado por suas próprias tropas em favor de Probo                                                       | [ 97 ]  |
|         | Probo Marco Aurélio Probo                                      | c. junho de 276 – c. setembro de 282          | General proclamado imperador pelas legiões orientais em oposição a Floriano                                                                         | 19 de agosto de 232 – c. setembro de 282 (50 anos)Assassinado por suas próprias tropas em favor de Caro                                            | [ 98 ]  |
|         | Caro Marco Aurélio Caro                                        | c. setembro de 282 – c. julho de 283          | Prefeito pretoriano de Probo, tomou o poder antes ou depois da morte deste                                                                          | c. 224 – c. julho de 283 (c. 60 anos)Morreu durante uma campanha contra a Pérsia por doença ou ao ser atingido por um raio                         | [ 99 ]  |
|         | Carino Marco Aurélio Carino                                    | 283 – agosto/setembro de 285                  | Filho de Caro, nomeado coimperador | c. 250 – agosto/setembro de 285 (35 anos)Provavelmente morreu em batalha contra Diocleciano ao ser traído por seus soldados                        | [ 100 ] |
|         | Numeriano Marco Aurélio Numeriano                              | c. julho/agosto de 283 – novembro de 284      | Filho de Caro, nomeado coimperador por Caro ou Carino                                                                                               | c. 253 – novembro de 284 (c. 31 anos)Morreu enquanto marchava para a Europa, provavelmente de doença ou talvez assassinado                         | [ 101 ] |

## Dominato

### Tetrarquia
| Retrato | Nome                                           | Reinado                                                                            | Sucessão | Detalhes de vida | Ref     |
| ------- | ---------------------------------------------- | ---------------------------------------------------------------------------------- | --- | --- | ------- |
|         | Diocleciano Caio Aurélio Valério Diocleciano   | 20 de novembro de 284 – 1º de maio de 305                                          | Comandante dos guarda-costas imperiais, aclamado imperador pelo exército após a morte de Numeriano. Derrotou Carino em batalha                                  | 22 de dezembro de 243/245 – 3 de dezembro de 311/312 (c. 68 anos)Primeiro imperador a abdicar voluntariamente; morreu em circunstâncias incertas                    | [ 102 ] |
|         | Maximiano Marco Aurélio Valério Maximiano      | 1º de abril de 286 – 1º de maio de 305 depois final de 306 – 11 de novembro de 308 | Nomeado coimperador por Diocleciano, governou o Império do Ocidente                                                                                             | c. 250 – c. julho de 310 (c. 60 anos)Abdicou com Diocleciano, depois tentou tomar o poder com e então de Magêncio, tendo provavelmente sido morto por Constantino I | [ 103 ] |
|         | Constâncio I "Cloro" Flávio Valério Constâncio | 1º de maio de 305 – 25 de julho de 306                                             | Genro de Maximiano, elevado a césar por Diocleciano em 293 e depois sucedeu Maximiano como imperador                                                            | c. 250 – 25 de julho de 306 (c. 56 anos)Morreu de causas naturais                                                                                                   | [ 104 ] |
|         | Galério Galério Valério Maximiano              | 1º de maio de 305 – maio de 311                                                    | Elevado a césar por Diocleciano em 293 e depois sucedeu este como imperador                                                                                     | c. 253 – maio de 311 (c. 53 anos)Morreu de causas naturais | [ 105 ] |
|         | Valério Severo Flávio Valério Severo           | agosto de 306 – março/abril de 307                                                 | Elevado a césar por Maximiano em 305 e nomeado coimperador por Galério depois da morte de Constâncio I                                                          | desconhecido – setembro de 307Rendeu-se para Maximiano e Magêncio, posteriormente assassinado ou forçado a se suicidar                                              | [ 106 ] |
|         | Magêncio Marco Aurélio Valério Magêncio        | 28 de outubro de 306 – 28 de outubro de 312                                        | Filho de Maximiano e genro de Galério, tomou o poder na Itália com apoio de seu pai depois de ser preterido na sucessão. Não reconhecido por outros imperadores | c. 283 – 28 de outubro de 312 (c. 29 anos)Morto na Batalha da Ponte Mílvia contra Constantino I                                                                     | [ 107 ] |
|         | Licínio Valério Liciniano Licínio              | 11 de novembro de 308 – 19 de setembro de 324                                      | Nomeado coimperador por Galério em oposição a Magêncio. Derrotou Maximino II para se tornar o único imperador do Império do Oriente em 313                      | c. 265 – início de 325 (c. 60 anos)Derrotado, deposto e executado por Constantino I                                                                                 | [ 108 ] |
|         | Maximino II "Daia" Galério Valério Maximino    | 310 – c. julho de 313                                                              | Sobrinho de Galério, elevado a césar por Diocleciano em 305 e aclamado imperador por suas tropas                                                                | c. 270 – c. julho de 313 (c. 43 anos)Derrotado em uma guerra civil contra Licínio, morreu pouco depois                                                              | [ 109 ] |
|         | Valério Valente Aurélio Valério Valente        | outubro de 316 – c. janeiro de 317                                                 | Comandante de fronteira na Dácia Ripense, nomeado coimperador por Licínio em oposição a Constantino I                                                           | desconhecido – 317Executado para firmar a paz entre Licínio e Constantino I                                                                                         | [ 111 ] |
|         | Marciniano Mar. Marciniano                     | julho – 19 de setembro de 324                                                      | Burocrata, nomeado coimperador por Licínio em oposição a Constantino I                                                                                          | desconhecido – 325Deposto por Constantino I e banido, depois executado                                                                                              | [ 112 ] |

### Dinastia constantiniana
| Retrato | Nome                                                 | Reinado                                     | Sucessão | Detalhes de vida | Ref     |
| ------- | ---------------------------------------------------- | ------------------------------------------- | --- | --- | ------- |
|         | Constantino I, "o Grande" Flávio Valério Constantino | 25 de julho de 306 – 22 de maio de 337      | Filho de Constâncio I, aclamado pelas tropas de seu pai. Elevado a césar por Galério em 305, nomeado imperador por Maximiano em 306, recusou demoção a césar em 309 | 27 de fevereiro de 272/273 – 22 de maio de 337 (c. 64/65 anos)Primeiro imperador cristão, fundador de Constantinopla; governante único depois de derrotar Magêncio e Licínio; morreu de causas naturais | [ 113 ] |
|         | Constantino II Flávio Cláudio Constantino            | 9 de setembro de 337 – abril de 340         | Filho de Constantino I | 7 de agosto de 316 – abril de 340 (23 anos)Governou a Gália; morreu em batalha contra seu irmão Constante I                                                                                             | [ 114 ] |
|         | Constante I Flávio Júlio Constante                   | 9 de setembro de 337 – 18 de janeiro de 350 | Filho de Constantino I | c. 323 – janeiro/fevereiro de 350 (c. 27 anos)Governou a Itália, Ilíria e África, depois o império ocidental com a morte de Constantino II; deposto e morto por Magnêncio                               | [ 115 ] |
|         | Constâncio II Flávio Júlio Constâncio                | 9 de setembro de 337 – 3 de novembro de 361 | Filho de Constantino I | 7 de agosto de 317 – 3 de novembro de 361 (44 anos)Inicialmente governou o ocidente, depois o império inteiro com a morte de seus irmãos e rivais; morreu de febre                                      | [ 116 ] |
|         |                                                      |                                             | | |         |
|         | Magnêncio Flávio Magno Magnêncio                     | 18 de janeiro de 350 – 10 de agosto de 353  | Proclamado imperador por suas tropas em oposição a Constante I | c. 303 – 10 de agosto de 353 (c. 50 anos)Cometeu suicídio depois de perder a Batalha de Monte Seleuco para Constâncio II                                                                                | [ 117 ] |
|         |                                                      |                                             | | |         |
|         | Nepociano Júlio Nepociano                            | 3 de junho – 30 de junho de 350             | Neto de Constâncio I, proclamador imperador em Roma em oposição a Magnêncio                                                                                         | desconhecido – 30 de junho de 350Capturado e executado pelos apoiadores de Magnêncio | [ 118 ] |
|         |                                                      |                                             | | |         |
|         | Vetrânio                                             | 1º de março – 25 de dezembro de 350         | General de Constante I na Ilíria, aclamado pelas legiões locais em oposição a Magnêncio                                                                             | desconhecido – c. 356Abdicou em favor de Constâncio II, aposentando-se e morrendo seis anos depois | [ 120 ] |
|         |                                                      |                                             | | |         |
|         | Juliano, "o Apóstata" Flávio Cláudio Juliano         | 3 de novembro de 361 – 26 de junho de 363   | Neto de Constâncio I, aclamado pelo exército na Gália e imperador único após a morte de Constâncio II                                                               | 331 – 26 de junho de 363 (c. 32 anos)Último imperador pagão. Ferido mortalmente durante uma campanha contra a Pérsia                                                                                    | [ 121 ] |
|         |                                                      |                                             | | |         |
|         | Joviano                                              | 27 de junho de 363 – 17 de fevereiro de 364 | Comandante da guarda imperial, proclamado imperador pelo exército depois da morte de Juliano                                                                        | 331 – 17 de fevereiro de 364 (33 anos)Morreu possivelmente por inalar gases tóxicos ou por indigestão                                                                                                   | [ 123 ] |

### Dinastia valentiniana
| Retrato | Nome                       | Reinado                                           | Sucessão | Detalhes de vida                                                                                    | Ref     |
| ------- | -------------------------- | ------------------------------------------------- | --- | --------------------------------------------------------------------------------------------------- | ------- |
|         | Valentiniano I, "o Grande" | 25/26 de fevereiro de 364 – 17 de novembro de 375 | General, proclamado imperador pelo exército depois da morte de Joviano                                                      | 312 – 17 de novembro de 375 (54 anos)Morreu de um ataque do coração enquanto gritava com emissários | [ 124 ] |
|         | Valente                    | 28 de março de 364 – 9 de agosto de 378           | Irmão de Valentiniano I, nomeado Imperador no Oriente                                                                       | c. 328 – 9 de agosto de 378 (c. 50 anos)Morto na Batalha de Adrianópolis                            | [ 125 ] |
|         |                            |                                                   | | |         |
|         | Procópio                   | 28 de setembro de 365 – 27 de maio de 366         | Primo e herdeiro pretendido de Juliano, se revoltou contra Valente e capturou Constantinopla, onde foi proclamado imperador | c. 326 – 27/28 de maio de 366 (40 anos)Deposto, capturado e executado por Valente                   | [ 126 ] |
|         |                            |                                                   | | |         |
|         | Graciano                   | 24 de agosto de 367 – 25 de agosto de 383         | Filho de Valentiniano I, proclamado coimperador, tornou-se imperador único depois da morte de seu pai                       | 28 de abril de 359 – 25 de agosto de 383 (24 anos)Morto por Andragácio, um oficial de Magno Máximo  | [ 127 ] |
|         | Valentiniano II            | 22 de novembro de 375 – 15 de março de 392        | Filho de Valentiniano I, proclamado imperador após a morte de seu pai e aceito como coimperador por Graciano                | 371 – 15 de março de 392 (20 anos)Provavelmente cometeu suicídio, possivelmente morto por Arbogasto | [ 128 ] |

### Dinastia teodosiana
| Retrato | Nome                                  | Reinado                                          | Sucessão | Detalhes de vida | Ref     |
| ------- | ------------------------------------- | ------------------------------------------------ | --- | --- | ------- |
|         | Teodósio I, "o Grande"                | 19 de janeiro de 379 – 17 de janeiro de 395      | General aposentado proclamado imperador oriental por Graciano. Tornou-se o único imperador depois da morte de Graciano.                | 11 de janeiro de 346/347 – 17 de janeiro de 395 (48/49 anos)Morreu de causas naturais                                                                                     | [ 129 ] |
|         |                                       |                                                  | | |         |
|         | Magno Máximo                          | 383 – 28 de agosto de 388com Vítor (383/387–388) | General e parente de Teodósio I, proclamado imperador por tropas na Britânia. Brevemente reconhecido por Teodósio I e Valentiniano II. | desconhecido – 28 de agosto de 388Derrotado por Teodósio I na Batalha do Sava, executado depois de se render                                                              | [ 131 ] |
|         | Eugênio                               | 22 de agosto de 392 – 6 de setembro de 394       | Professor de gramática e retórica, secretário de Valentiniano II, proclamado imperador por Arbogasto                                   | desconhecido – 6 de setembro de 394Derrotado por Teodósio I na Batalha do Frígido e executado                                                                             | [ 132 ] |
|         |                                       |                                                  | | |         |
|         | Arcádio                               | 17 de janeiro de 395 – 1º de maio de 408         | Filho de Teodósio I, coimperador desde 383. Imperador do Oriente.                                                                      | c. 377 – 1º de maio de 408 (31 anos)Morreu de causas naturais | [ 133 ] |
|         | Honório                               | 17 de janeiro de 395 – 15 de agosto de 423       | Filho de Teodósio I, coimperador desde 383. Imperador do Ocidente.                                                                     | 9 de setembro de 384 – 15 de agosto de 423 (38 anos)Morreu de um edema | [ 134 ] |
|         |                                       |                                                  | | |         |
|         | Constantino III                       | 407 – 411com Constante II (409–411)              | Soldado comum proclamado imperador por tropas na Britânia. Reconhecido por Honório em 409. Imperador do Ocidente.                      | desconhecido – 411Rendeu-se para as tropas de Honório e abdicou. Enviado para a Itália, mas assassinado no caminho                                                        | [ 135 ] |
|         |                                       |                                                  | | |         |
|         | Teodósio II                           | 1º de maio de 408 – 28 de julho de 450           | Filho de Arcádio, coimperador desde 402. Imperador do Oriente.                                                                         | 10 de abril de 401 – 28 de julho de 450 (49 anos)Morreu ao cair de seu cavalo                                                                                             | [ 136 ] |
|         |                                       |                                                  | | |         |
|         | Prisco Átalo                          | final de 409 – meados de 410                     | Membro proeminente do Senado, proclamado imperador por Alarico depois do Saque de Roma. Imperador do Ocidente                          | desconhecidoDeposto por Alarico após se reconciliar com Honório. Voltou reivindicar a posição de 414 a 415, porém foi derrotado e forçado ao exílio; destino desconhecido | [ 137 ] |
|         |                                       |                                                  | | |         |
|         | Constâncio III                        | 8 de fevereiro – 2 de setembro de 421            | General sob Honório e genro de Teodósio I. Nomeado coimperador por Honório. Imperador do Ocidente.                                     | desconhecido – 2 de setembro de 421Morreu de doença | [ 138 ] |
|         |                                       |                                                  | | |         |
|         | João                                  | 20 de novembro de 423 – 425                      | Funcionário público, tomou o poder em Roma e no Ocidente depois de Teodósio II ter demorado para nomear um sucessor para Honório       | desconhecido – 425Capturado pelas forças de Teodósio II, levado a Constantinopla e executado                                                                              | [ 139 ] |
|         |                                       |                                                  | | |         |
|         | Valentiniano III Plácido Valentiniano | 23 de outubro de 425 – 16 de março de 455        | Filho de Constâncio III e neto de Teodósio I, colocado como Imperador do Ocidente por Teodósio II                                      | 2 de julho de 419 – 16 de março de 455 (35 anos)Assassinado por Optela e Traustela, seguidores de Aécio                                                                   | [ 140 ] |
|         | Marciano                              | 25 de agosto de 450 – 27 de janeiro de 457       | Oficial militar proclamado imperador depois de se casar com Pulquéria, filha de Arcádio. Imperador do Oriente.                         | c. 392 – 27 de janeiro de 457 (65 anos)Morreu de doença | [ 141 ] |

### Imperadores fantoches (Ocidente)
| Retrato | Nome                              | Reinado                                       | Sucessão | Detalhes de vida | Ref     |
| ------- | --------------------------------- | --------------------------------------------- | --- | --- | ------- |
|         | Petrônio Máximo                   | 17 de março – 31 de maio de 455               | General e funcionário público, envolveu-se no assassinado de Valentiniano III e se casou com sua viúva, Licínia Eudóxia | desconhecido – 31 de maio de 455Morto durante o Saque de Roma | [ 142 ] |
|         | Ávito Epárquio Ávito              | de julho de 455 – 17 de outubro de 456        | General proclamado imperador pelos visigodos e galo-romanos depois da morte de Petrônio Máximo                          | desconhecido – 456/457Derrotado e deposto por Ricímero, tornou-se bispo e morreu pouco depois                                                                              | [ 143 ] |
|         | Majoriano Júlio Valério Majoriano | 28 de dezembro de 457 – 2 de agosto de 461    | General proclamado imperador pelo exército e apoiado por Ricímero                                                       | desconhecido – 7 de agosto de 461Deposto por Ricímero e executado cinco dias depois                                                                                        | [ 144 ] |
|         | Líbio Severo                      | 19 de novembro de 461 – 14 de novembro de 465 | Proclamado imperador por Ricímero                                                                                       | desconhecido – 14 de novembro de 465Morreu de causas naturais | [ 145 ] |
|         | Antêmio Procópio Antêmio          | 12 de abril de 467 – 11 de julho de 472       | General e genro de Marciano. Proclamado Imperador Ocidental por Leão I                                                  | desconhecido – 11 de julho de 472Morto por Gundebaldo depois de uma guerra civil com Ricímero                                                                              | [ 146 ] |
|         | Olíbrio Anício Olíbrio            | c. abril – 2 de novembro de 472               | Genro de Valentiniano III, proclamado imperador por Ricímero                                                            | desconhecido – 2 de novembro de 472Morreu de causas naturais | [ 147 ] |
|         | Glicério                          | 3/5 de março de 473 – junho de 474            | General proclamado imperador por Gundebaldo                                                                             | desconhecidoDeposto por Júlio Nepos e tornou-se um bispo; destino desconhecido                                                                                             | [ 148 ] |
|         | Júlio Nepos                       | 24 de junho de 474 – 28 de agosto de 475      | General e casado com uma parente de Élia Verina, esposa de Leão I. Proclamado Imperador Ocidental por Leão I.           | desconhecido – 9 de maio de 480Fugiu para a Dalmácia depois de um ataque de seu mestre dos soldados Orestes; continuou a reivindicar o trono no exílio até ser assassinado | [ 149 ] |
|         | Rômulo "Augústulo" Rômulo Augusto | 31 de outubro de 475 – 4 de setembro de 476   | Proclamado imperador por seu pai Orestes                                                                                | c. 465 – após 507/511 (c. 42/46 anos)Último Imperador Ocidental; deposto pelo general germânico Odoacro e se aposentou; destino desconhecido                               | [ 150 ] |

### Dinastia leonina (Oriente)
| Retrato | Nome                 | Reinado                                                | Sucessão                                                                                        | Detalhes de vida                                                                   | Ref     |
| ------- | -------------------- | ------------------------------------------------------ | ----------------------------------------------------------------------------------------------- | ---------------------------------------------------------------------------------- | ------- |
|         | Leão I               | 7 de fevereiro de 457 – 18 de janeiro de 474           | Oficial militar escolhido o sucesso de Marciano pelo mestre dos soldados Áspar                  | c. 400 – 18 de janeiro de 474 (73 anos)Morreu de disenteria                        | [ 151 ] |
|         | Leão II              | 18 de janeiro – novembro de 474                        | Neto de Leão I, coimperador desde 473                                                           | c. 467 – novembro de 474 (7 anos)Morreu de doença                                  | [ 152 ] |
|         | Zenão                | 29 de janeiro de 474 – 9 de abril de 491               | Genro de Leão I e pai de Leão II. Imperador único depois da morte de seu filho.                 | c. 425/430 – 9 de abril de 491 (c. 60/65 anos)Morreu de disenteria ou epilepsia    | [ 153 ] |
|         | Basilisco            | 9 de janeiro de 475 – agosto de 476com Marco (475–476) | Cunhado de Leão I, proclamado imperador por sua irmã em oposição a Zenão e tomou Constantinopla | desconhecido – 476/477Deposto por Zenão, aprisionado e deixado para morrer de fome | [ 154 ] |
|         | Anastácio I "Dicoro" | 11 de abril de 491 – 5 de julho de 518                 | Funcionário público, escolhido por Ariadne, filha de Leão I e viúva de Zenão, com quem se casou | c. 430 – 5 de julho de 518 (88 anos)Morreu de causas naturais                      | [ 155 ] |

### Dinastia justiniana (Oriente)
| Retrato | Nome                                                     | Reinado                                                           | Sucessão                                                                 | Detalhes de vida | Ref     |
| ------- | -------------------------------------------------------- | ----------------------------------------------------------------- | ------------------------------------------------------------------------ | --- | ------- |
|         | Justino I                                                | 9/10 de julho de 518 – 1º de agosto de 527                        | Soldado proclamado imperador pelas tropas depois da morte de Anastácio I | c. 450 – 1º de agosto de 527 (c. 77 anos)Morreu de causas naturais                                                                  | [ 156 ] |
|         | Justiniano I, "o Grande" Flávio Pedro Sabácio Justiniano | 1º de abril de 527 – 14 de novembro de 565                        | Sobrinho e filho adotivo de Justino I                                    | c. 482 – 14 de novembro de 565 (c. 83 anos)Morreu de causas naturais                                                                | [ 157 ] |
|         | Justino II                                               | 14 de novembro de 565 – 5 de outubro de 578                       | Sobrinho de Justiniano I                                                 | desconhecido – 5 de outubro de 578Morreu de causas naturais                                                                         | [ 158 ] |
|         | Tibério II Constantino                                   | 26 de setembro de 578 – 14 de agosto de 582                       | Filho adotivo de Justino II                                              | desconhecido – 14 de agosto de 582Morreu de uma doença repentina, supostamente depois de ter acidentalmente comido comida estragada | [ 159 ] |
|         | Maurício Maurício Tibério                                | 13 de agosto de 582 – 27 de novembro de 602com Teodósio (590–602) | Genro de Tibério II                                                      | c. 539 – 27 de novembro de 602 (63 anos)Capturado e executado por trocas leais a Focas                                              | [ 160 ] |
|         |                                                          |                                                                   |                                                                          | |         |
|         | Focas                                                    | 23 de novembro de 602 – 5 de outubro de 610                       | Centurião proclamado imperador pelas tropas em oposição a Maurício       | c. 547 – 5 de outubro de 610 (63 anos)Deposto e executado por ordens de Heráclio                                                    | [ 161 ] |

## Imperadores do Oriente tardios

### Dinastia heracliana
| Retrato | Nome                                  | Reinado                                                                    | Sucessão | Detalhes de vida                                                                         | Ref     |
| ------- | ------------------------------------- | -------------------------------------------------------------------------- | --- | ---------------------------------------------------------------------------------------- | ------- |
|         | Heráclio                              | 5 de outubro de 610 – 11 de fevereiro de 641                               | Filho de Heráclio, o Velho. Liderou uma revolta e depôs Focas.                                              | c. 575 – 11 de fevereiro de 641 (c. 65 anos)Morreu de causas naturais                    | [ 162 ] |
|         | Heráclio Constantino                  | 11 de fevereiro – 25 de maio de 641                                        | Filho de Heráclio, coimperador desde 613                                                                    | 3 de maio de 612 – 25 de maio de 641 (29 anos)Morreu de tuberculose                      | [ 163 ] |
|         | Heraclonas Constantino Heráclio       | 11 de fevereiro – setembro de 641com Tibério (641)                         | Filho de Heráclio, coimperador de 638. Coimperador junto com Heráclio Constantino e depois imperador único. | 626 – desconhecidoDeposto e exilado, destino desconhecido                                | [ 164 ] |
|         | Constante II, "o Barbado" Constantino | setembro de 641 – 15 de julho de 668                                       | Filho de Heráclio Constantino                                                                               | 7 de novembro de 630 – 15 de julho de 668 (37 anos)Assassinado por apoiadores de Mecécio | [ 165 ] |
|         | Constantino IV                        | 15 de julho de 668 – c. 10 de julho de 685com Heráclio e Tibério (659–681) | Filho de Constante II, coimperador desde 654                                                                | c. 650 – c. 10 de julho de 685 (c. 35 anos)Morreu de disenteria                          | [ 166 ] |
|         | Justiniano II "Rinotmetos"            | julho de 685 – 695 primeiro reinado                                        | Filho de Constantino IV, coimperador desde 681/682                                                          | c. 668 – 4 de novembro de 711 (42 anos)Deposto por Leôncio, retornou ao trono em 705     | [ 167 ] |

### Anarquia de Vinte Anos
| Retrato | Nome                           | Reinado                                                                            | Sucessão | Detalhes de vida | Ref     |
| ------- | ------------------------------ | ---------------------------------------------------------------------------------- | --- | --- | ------- |
|         | Leôncio                        | 695 – 698                                                                          | General, depôs Justiniano II                                                                                           | desconhecido – c. 15 de fevereiro de 706Deposto por Tibério III e executado por Justiniano II                                                | [ 168 ] |
|         | Tibério III                    | 698 – agosto de 705                                                                | General, proclamado imperador pelo exército em oposição a Leôncio                                                      | desconhecido – c. 15 de fevereiro de 706Deposto e executado por Justiniano II                                                                | [ 169 ] |
|         | Justiniano II "Rinotmetos"     | c. 21 de agosto de 705 – 4 de novembro de 711 segundo reinadocom Tibério (706–711) | Retomou o trono com a ajuda dos cazares                                                                                | c. 668 – 4 de novembro de 711 (42 anos)Derrotado e morto pelos apoiadores de Filípico                                                        | [ 170 ] |
|         | Filípico                       | novembro de 711 – 3 de junho de 713                                                | General proclamado imperador pelo exército em oposição a Justiniano II                                                 | desconhecido – 20 de janeiro de 714/715Deposto em favor Anastácio II; morreu de causas naturais                                              | [ 171 ] |
|         | Anastácio II Artêmio Anastácio | 4 de junho de 713 – meados de 715                                                  | Oficial da corte, proclamado imperador depois da deposição de Filípico                                                 | desconhecido – 1º de junho de 719Abdicou em favor de Teodósio III e tornou-se monge; executado por Leão III depois de tentar retomar o trono | [ 172 ] |
|         | Teodósio III                   | meados de 715 – 25 de março de 717                                                 | Coletor de impostos, possivelmente filho de Tibério III, proclamado imperador pelo exército em oposição a Anastácio II | desconhecidoDeposto por Leão III e depois tornou-se monge; destino desconhecido                                                              | [ 173 ] |

### Dinastia isáurica
| Retrato | Nome                      | Reinado                                                           | Sucessão | Detalhes de vida                                                                                    | Ref     |
| ------- | ------------------------- | ----------------------------------------------------------------- | --- | --------------------------------------------------------------------------------------------------- | ------- |
|         | Leão III, "o Isauro"      | 25 de março de 717 – 18 de junho de 741                           | General, depôs Teodósio III | c. 685 – 18 de junho de 741 (c. 56 anos)Morreu de edema                                             | [ 174 ] |
|         | Constantino V "Coprônimo" | 18 de junho de 741 – 14 de setembro de 775                        | Filho de Leão III, coimperador desde 720                                                                                                 | 718 – 14 de setembro de 775 (57 anos)Morreu de febre                                                | [ 175 ] |
|         | Artavasdo                 | junho de 741/742 – 2 de novembro de 743com Nicéforo (741/742–743) | Genro de Leão III. Revoltou-se contra Constantino V e brevemente governou Constantinopla                                                 | desconhecidoDeposto por Constantino V e confinado em um monastério; morreu de causas naturais       | [ 176 ] |
|         | Leão IV, "o Cazar"        | 14 de setembro de 775 – 8 de setembro de 780                      | Filho de Constantino V, coimperador desde 751                                                                                            | 25 de janeiro de 750 – 8 de setembro de 780 (30 anos)Morreu de febre                                | [ 177 ] |
|         | Constantino VI            | 8 de setembro de 780 – 19 de agosto de 797                        | Filho de Leão IV, coimperador desde 776                                                                                                  | 15 de janeiro de 771 – antes de 805 (menos de 34 anos)Deposto por Irene; morreu no exílio           | [ 178 ] |
|         | Irene                     | 19 de agosto de 797 – 31 de outubro de 802                        | Viúva de Leão IV e ex-regente de Constantino VI. Depôs e cegou Constantino VI, tornando-se a primeira mulher a governar o Império Romano | c. 752 – 9 de agosto de 803 (c. 51 anos)Deposta por Nicéforo I e exilada; morreu de causas naturais | [ 179 ] |

### Dinastia nicéfora
| Retrato | Nome                     | Reinado                                                                       | Sucessão                                                      | Detalhes de vida                                                                                                | Ref     |
| ------- | ------------------------ | ----------------------------------------------------------------------------- | ------------------------------------------------------------- | --- | ------- |
|         | Nicéforo I, "o Logóteta" | 31 de outubro de 802 – 26 de julho de 811                                     | Oficial da corte, proclamado imperador em oposição a Irene    | c. 760 – 26 de julho de 811 (c. 51 anos)Morto na Batalha de Plisca                                              | [ 180 ] |
|         | Estaurácio               | 28 de julho – 2 de outubro de 812                                             | Filho de Nicéforo I, coimperador desde 803                    | década de 790 – 11 de janeiro de 812Ferido na Batalha de Plisca, abdicou em favor de Miguel I e tornou-se monge | [ 181 ] |
|         | Miguel I Rangabe         | 2 de outubro de 811 – 11 de julho de 813com Teofilacto e Estaurácio (811–813) | Genro de Nicéforo I                                           | Abdicou em favor de Leão V depois de ser derrotado na Batalha de Versinícias e tornou-se monge                  | [ 182 ] |
|         |                          |                                                                               |                                                               | |         |
|         | Leão V, "o Armênio"      | 11 de julho de 813 – 25 de dezembro de 820com Constantino (813–820)           | General proclamado imperador depois da Batalha de Versinícias | c. 775 – 25 de dezembro de 820 (c. 45 anos)Assassinado por apoiadores de Miguel II                              | [ 183 ] |

### Dinastia amoriana
| Retrato | Nome                    | Reinado                                                                | Sucessão                                                                            | Detalhes de vida                                                                                  | Ref     |
| ------- | ----------------------- | ---------------------------------------------------------------------- | ----------------------------------------------------------------------------------- | ------------------------------------------------------------------------------------------------- | ------- |
|         | Miguel II, "o Amoriano" | 25 de dezembro de 820 – 2 de outubro de 829                            | General sentenciado a morte por Leão V, porém proclamado imperador pelos assassinos | c. 770 – 2 de outubro de 829 (c. 59 anos)Morreu de insuficiência renal                            | [ 184 ] |
|         | Teófilo                 | 2 de outubro de 829 – 20 de janeiro de 842com Constantino (c. 834–835) | Filho de Miguel II, coimperador desde 821                                           | 812/813 – 20 de janeiro de 842 (c. 30 anos)Morreu de disenteria                                   | [ 185 ] |
|         | Teodora                 | 20 de janeiro de 842 – 15 de março de 856com Tecla (842–856)           | Viúva de Teófilo, governou durante a minoridade de seu filho Miguel III             | c. 815 – c. 867 (c. 52 anos)Deposta por Miguel III; morreu de causas naturais                     |         |
|         | Miguel III, "o Ébrio"   | 20 de janeiro de 842 – 24 de setembro de 867                           | Filho de Teófilo, coimperador desde 840, sob a regência de sua mãe até 856          | 19 de janeiro de 840 – 24 de setembro de 867 (27 anos)Assassinado por Basílio I e seus apoiadores | [ 187 ] |

### Dinastia macedônica
| Retrato | Nome                          | Reinado | Sucessão | Detalhes de vida | Ref     |
| ------- | ----------------------------- | --- | --- | --- | ------- |
|         | Basílio I, "o Macedônio"      | 24 de setembro de 867 – 29 de agosto de 886com Constantino (868–879)                                                             | General proclamado coimperador por Miguel III em 866, tornou-se imperador sênior após o assassinato deste                                                                               | 811, 830, 835 ou 836 – 29 de agosto de 886 (c. 50, 56 ou 75 anos)Morreu em um acidente de caça                                                        | [ 188 ] |
|         | Leão VI, "o Sábio"            | 29 de agosto de 886 – 11 de maio de 912                                                                                          | Filho de Basílio I ou filho ilegítimo de Miguel III, coimperador desde 870 | 19 de setembro de 866 – 11 de maio de 912 (45 anos)Morreu de uma doença intestinal                                                                    | [ 189 ] |
|         | Alexandre                     | 11 de maio de 912 – 6 de junho de 913                                                                                            | Filho de Basílio I, coimperador desde 879 | 23 de novembro de 870 – 6 de junho de 913 (42 anos)Morreu de doença, possivelmente câncer testicular                                                  | [ 190 ] |
|         | Constantino VII Porfirogênito | 6 de junho de 913 – 9 de novembro de 959                                                                                         | Filho de Leão VI, coimperador desde 908. Dominado por regentes e coimperadores até 945, quando depôs os filhos de Romano I.                                                             | 17/18 de maio de 905 – 9 de novembro de 959 (54 anos)Morreu de causas naturais                                                                        | [ 191 ] |
|         | Romano I Lecapeno             | 17 de dezembro de 920 – 20 de dezembro de 944com Cristóvão Lecapeno (921–931), Estêvão Lecapeno e Constantino Lecapeno (924–945) | Depôs a regência de Constantino VII, o casou com sua filha Helena e foi feito coimperador sênior. Nomeou vários filhos como coimperadores para reduzir a autoridade de Constantino VII. | c. 870 – 15 de junho de 948 (c. 78 anos)Deposto por seus filhos Estêvão e Constantino; foi para o exílio, tornou-se monge e morreu de causas naturais | [ 192 ] |
|         | Romano II                     | 9 de novembro de 959 – 15 de março de 963                                                                                        | Filho de Constantino VII e neto de Romano I, coimperador desde 945 | 939 – 15 de março de 963 (c. 23 anos)Morreu de exaustão durante uma viagem de caça                                                                    | [ 193 ] |
|         | Nicéforo II Focas             | 16 de agosto de 963 – 11 de dezembro de 969                                                                                      | General proclamado imperador em oposição ao regente José Bringas. Tomou Constantinopla e se casou com Teófana, viúva de Romano II                                                       | c. 912 – 11 de dezembro de 969 (c. 57 anos)Assassinado em uma conspiração envolvendo ex-apoiadores e Teófana                                          | [ 194 ] |
|         | João I Tzimisces              | 11 de dezembro de 969 – 10 de janeiro de 976                                                                                     | Sobrinho de Nicéforo II | c. 925 – 10 de janeiro de 976 (c. 50 anos)Possivelmente envenenado por Basílio Lecapeno                                                               | [ 195 ] |
|         | Basílio II "Bulgaróctono"     | 10 de janeiro de 976 – 15 de dezembro de 1025                                                                                    | Filho de Romano II, coimperador desde 960 | 958 – 15 de dezembro de 1025 (c. 67 anos)Imperador de reinado mais longo; morreu de causas naturais                                                   | [ 196 ] |
|         | Constantino VIII              | 15 de dezembro de 1025 – 12 de novembro de 1028                                                                                  | Filho de Romano II e irmão de Basílio II, coimperador desde 962 | c. 960/961 – 11/12 de novembro de 1028 (c. 68 anos)Morreu de causas naturais                                                                          | [ 197 ] |
|         | Romano III Argiro             | 12 de novembro de 1028 – 11 de abril de 1034                                                                                     | Marido de Zoé, filha de Constantino VIII | c. 968 – 11 de abril de 1034 (c. 66 anos)Possivelmente afogado por ordens de sua esposa                                                               | [ 198 ] |
|         | Miguel IV, "o Paflagônio"     | 12 de abril de 1034 – 10 de dezembro de 1041                                                                                     | Amante de Zoé, feito imperador depois de se casar com ela e da morte de Romano III | c. 1010 – 10 de dezembro de 1041 (c. 31 anos)Morreu de epilepsia                                                                                      | [ 199 ] |
|         | Miguel V, "o Calafate"        | 13 de dezembro de 1041 – 21 de abril de 1042                                                                                     | Sobrinho e herdeiro designado de Miguel IV, proclamado imperador por Zoé | c. 1015 – desconhecidoDeposto em um levante popular depois de tentar afastar Zoé; cegado e forçado a se tornar um monge                               | [ 200 ] |
|         | Zoé Porfirogênita             | 21 de abril – 12 de junho de 1042                                                                                                | Filha de Constantino VIII e viúva de Romano III e Miguel IV. Governou em direito próprio até se casar com Constantino IX.                                                               | c. 978 – 1050 (72 anos)Morreu de causas naturais | [ 201 ] |
|         | Teodora Porfirogênita         | 21 de abril – 12 de junho de 1042 primeiro reinado                                                                               | Filha de Constantino VIII e irmã de Zoé, proclamada coimperadora em oposição a Miguel V                                                                                                 | c. 980 – 31 de agosto de 1056 (c. 76 anos)Afastada depois do casamento de Zoé e Constantino IX                                                        | [ 202 ] |
|         | Constantino IX Monômaco       | 12 de junho de 1042 – 11 de janeiro de 1055                                                                                      | Marido de Zoé, feito imperador no dia de seu casamento | c. 1006 – 11 de janeiro de 1055 (c. 49 anos)Morreu de causas naturais                                                                                 | [ 204 ] |
|         | Teodora Porfirogênita         | 11 de janeiro de 1055 – 31 de agosto de 1056 segundo reinado                                                                     | Retomou o trono novamente depois da morte de Constantino IX como a última membro da Dinastia macedônica                                                                                 | c. 980 – 31 de agosto de 1056 (c. 76 anos)Afastada depois do casamento de Zoé e Constantino IX                                                        | [ 202 ] |
|         |                               | | | |         |
|         | Miguel VI, "o Estratiótico"   | 22 de agosto de 1056 – 30 de agosto de 1057                                                                                      | Patrício proclamado imperador por Teodora em seu leito de morte | década de 980/990 – c. 1057Deposto em uma revolta, aposentou-se em uma monastério e morreu logo em seguida                                            | [ 205 ] |
|         | Isaque I Comneno              | 1º de setembro de 1057 – 22 de novembro de 1059                                                                                  | General, se revoltou contra Miguel VI | c. 1007 – 31 de maio/1º de junho de 1060 (c. 53 anos)Abdicou em favor de Constantino X devido a doença e cortesãos hostis; tornou-se monge            | [ 206 ] |

### Dinastia ducena
| Retrato | Nome                           | Reinado | Sucessão | Detalhes de vida | Ref     |
| ------- | ------------------------------ | --- | --- | --- | ------- |
|         | Costantino X Ducas             | 23 de novembro de 1059 – 23 de maio de 1067 | Designado imperador por Isaque I | c. 1006 – 23 de maio de 1067 (c. 61 anos)Morreu de causas naturais                                                                                              | [ 207 ] |
|         | Eudócia Macrembolitissa        | 23 de maio – 31 de dezembro de 1067 | Viúva de Constantino X, governou por conta própria em nome dos filhos até o casamento de Romano IV. Retornou a regência brevemente em 1071. | c. 1030 – após 1078Tornou-se freira em 1071 e morreu de causas naturais                                                                                         | [ 208 ] |
|         | Romano IV Diógenes             | 1º de janeiro de 1068 – 1º de outubro de 1071com Leão Diógenes (1069–1071) e Nicéforo Diógenes (1070–1071)                                         | Marido de Eudócia, regente e coimperador sênior com Eudócia e os filhos de Constantino X                                                    | c. 1032 – 4 de agosto de 1072 (c. 40 anos)Deposto em um golpe enquanto prisioneiro do Império Seljúcida; depois capturado e cegado, morrendo de seus ferimentos | [ 209 ] |
|         | Miguel VII Ducas "Parapinácio" | 23 de maio de 1067 – 24/31 de março de 1078com Constâncio Ducas (1060–1078), Andrônico Ducas (1068–década de 1070) e Constantino Ducas (1074–1078) | Filho de Constantino X, coimperador com Eudócia e Romano IV                                                                                 | c. 1050 – c. 1090 (c. 40 anos)Abdicou em 1078 e aposentou-se em um monastério como monge; morreu de causas naturais                                             | [ 213 ] |
|         |                                | | | |         |
|         | Nicéforo III Botaniates        | 3 de abril de 1078 – 1º de abril de 1081 | General, se revoltou contra Miguel VII e tomou Constantinopla. Casou-se com Maria da Alânia, ex-esposa de Miguel VII.                       | 1001/1002 – c. 1081 (c. 80 anos)Abdicou depois de Aleixo I ter capturado Constantinopla, tornando-se monge e morrendo de causas naturais                        | [ 214 ] |

### Dinastia comnena
| Retrato | Nome                         | Reinado                                                                     | Sucessão | Detalhes de vida | Ref     |
| ------- | ---------------------------- | --------------------------------------------------------------------------- | --- | --- | ------- |
|         | Aleixo I Comneno             | 1º de abril de 1081 – 15 de agosto de 1118com Constantino Ducas (1081–1087) | Marido de Irene Ducena, sobrinha-neta de Constantino X. General, se revoltou contra Nicéforo III e tomou Constantinopla. | c. 1057 – 15 de agosto de 1118 (c. 61 anos)Morreu de causas naturais                                                                 | [ 215 ] |
|         | João II Comneno, "o Bom"     | 15 de agosto de 1118 – 8 de abril de 1143com Aleixo Comneno (1122–1142)     | Filho de Aleixo I | 13 de setembro de 1087 – 8 de abril de 1143 (55 anos)Morreu de ferimentos sofridos em um acidente de caça, possivelmente assassinado | [ 216 ] |
|         | Manuel I Comneno, "o Grande" | 8 de abril de 1143 – 24 de setembro de 1180                                 | Filho mais novo e suposto herdeiro designado de João II                                                                  | 28 de novembro de 1118 – 24 de setembro de 1180 (61 anos)Morreu de causas naturais                                                   | [ 217 ] |
|         | Aleixo II Comneno            | 24 de setembro de 1180 – setembro de 1183                                   | Filho de Manuel I, coimperador desde 1171                                                                                | 14 de setembro de 1169 – c. setembro de 1183 (13/14 anos)Morto por ordens de Andrônico I                                             | [ 218 ] |
|         | Andrônico I Comneno          | setembro de 1183 – 12 de setembro de 1185com João Comneno (1183–1185)       | Neto de Aleixo I. Depôs a regência de Aleixo II, nomeado coimperador em 1183 e pouco depois mandou matar Aleixo II.      | c. 1118/1120 – 12 de setembro de 1185 (c. 64/67 anos)Deposto por Isaque II e assassinado                                             | [ 219 ] |

### Dinastia ângela
| Retrato | Nome                       | Reinado                                                      | Sucessão | Detalhes de vida | Ref     |
| ------- | -------------------------- | ------------------------------------------------------------ | --- | --- | ------- |
|         | Isaque II Ângelo           | 12 de setembro de 1185 – 8 de abril de 1195 primeiro reinado | Bisneto de Aleixo I, proclamado imperador pelo povo de Constantinopla. Depôs e matou Andrônico I.                                       | c. 1156 – 28/29 janeiro de 1204 (47 anos)Deposto e cegado por Aleixo III                                                                                        | [ 220 ] |
|         | Aleixo III Ângelo          | 8 de abril de 1195 – 17/18 de julho de 1203                  | Irmão mais velho de Isaque II, depôs e cegou seu irmão                                                                                  | c. 1156 – c. 1211/1212 (c. 58 anos)Fugiu depois de resistir à Quarta Cruzada; tornou-se monge depois de ser capturado por Teodoro I e morreu de causas naturais | [ 222 ] |
|         | Isaque II Ângelo           | 19 de julho de 1203 – 27 de janeiro de 1204 segundo reinado  | Libertado do aprisionamento durante a Quarta Cruzada e reinstalando imperador depois da fuga de Aleixo III                              | c. 1156 – c. 1211/1212 (c. 58 anos)Tornou-se senil e morreu de causas naturais                                                                                  | [ 223 ] |
|         | Aleixo IV Ângelo           | 19 de julho de 1203 – 27 de janeiro de 1204                  | Filho de Isaque II, feito coimperador depois do povo de Constantinopla ter sido convencido pelos cruzadores a aceitá-lo como governante | c. 1182/1183 – c. 8 de fevereiro de 1204 (c. 21 anos)Deposto e aprisionado por Aleixo V; morto na prisão                                                        | [ 224 ] |
|         |                            |                                                              | | |         |
|         | Aleixo V Ducas "Murtzuflo" | 27/28 de janeiro – 12 de abril de 1204                       | Tomou o poder em um golpe | c. 1139 – c. novembro de 1204 (c. 65 anos)Capturado pela Quarta Cruzada, julgado pelo Império Latino e executado                                                | [ 225 ] |

### Dinastia lascarina
Nota: O domínio romano sobre Constantinopla foi interrompido em 1204 quando a Quarta Cruzada capturou a cidade. Os cruzados fundaram o Império Latino e criaram uma nova linhagem de Imperadores Latinos baseados em Constantinopla, porém historiadores modernos reconhecem a linhagem de imperadores da Família Láscaris, reinando a partir da cidade de Niceia, como os Imperadores Romanos legítimos durante esse período. O Império de Niceia conseguiu retomar Constantinopla em 1261.
| Retrato | Nome                    | Reinado                                                              | Sucessão | Detalhes de vida                                                                                                | Ref     |
| ------- | ----------------------- | -------------------------------------------------------------------- | --- | --- | ------- |
|         | Teodoro I Láscaris      | c. agosto de 1205 – novembro de 1221com Nicolau Láscaris (1208–1210) | Genro de Aleixo III. Organizou a resistência ao Império Latino em Niceia e foi proclamado imperador após a Batalha de Adrianópolis. | c. 1174 – novembro de 1221 (c. 47 anos)Morreu de causa naturais                                                 | [ 227 ] |
|         | João III Ducas Vatatzes | 15 de dezembro de 1221 – 3 de novembro de 1254                       | Genro de Teodoro I | c. 1192 3 de novembro de 1254 (c. 61 anos)Morreu de causa naturais                                              | [ 228 ] |
|         | Teodoro II Láscaris     | 3 de novembro de 1254 – 16 de agosto de 1258                         | Filho de João III | novembro de 1221 – 16 de agosto de 1258 (36 anos)Morreu de epilepsia                                            | [ 229 ] |
|         | João IV Láscaris        | 16 de agosto de 1258 – 25 de dezembro de 1261                        | Filho de Teodoro II | 25 de dezembro de 1250 – c. 1305 (c. 55 anos)Deposto, cegado e aprisionado por Miguel VIII; morreu em cativeiro | [ 230 ] |

### Dinastia paleóloga
| Retrato | Nome                     | Reinado | Sucessão | Detalhes de vida | Ref     |
| ------- | ------------------------ | --- | --- | --- | ------- |
|         | Miguel VIII Paleólogo    | 1º de janeiro de 1259 – 11 de dezembro de 1282                                                                 | Bisneto de Aleixo III. Tornou-se regente de João IV em 1258 e coimperador no ano seguinte. Retomou Constantinopla em 1261 e depôs João IV pouco depois.                                     | 1224/1225 – 11 de dezembro de 1282 (c. 58 anos)Morreu de disenteria | [ 231 ] |
|         | Andrônico II Paleólogo   | 11 de dezembro de 1282 – 24 de maio de 1328                                                                    | Filho de Miguel VIII, coimperador desde 1272 | 25 de março de 1259 – 13 de fevereiro de 1332 (72 anos)Deposto por Andrônico III e tornou-se monge; morreu de causas naturais                                                               | [ 232 ] |
|         | Miguel IX Paleólogo      | 21 de maio de 1294 – 12 de outubro de 1320                                                                     | Filho de Andrônico II. Nomeado coimperador em 1281 e coroado co-governante em 1294. | 17 de abril de 1277/1278 – 12 de outubro de 1320 (c. 42/43 anos)Supostamente morreu de pesar por ter matado acidentalmente seu segundo filho                                                | [ 233 ] |
|         | Andrônico III Paleólogo  | 24 de maio de 1328 – 15 de junho de 1341                                                                       | Filho de Miguel IX, nomeado coimperador entre 1308 e 1313. Lutou contra seu avô Andrônico II a partir de 1321, depondo-o em 1328.                                                           | 25 de março de 1297 – 15 de junho de 1341 (44 anos)Morreu de uma doença repentina, possivelmente malária                                                                                    | [ 234 ] |
|         | João V Paleólogo         | 15 de junho de 1341 – 16 de fevereiro de 1391                                                                  | Filho de Andrônico III. Dominado por regentes até 1354. | 18 de junho de 1332 – 16 de fevereiro de 1391 (58 anos)Morreu de causas naturais | [ 235 ] |
|         | João VI Cantacuzeno      | 8 de fevereiro de 1347 – 10 de dezembro de 1354com Mateus Cantacuzeno (1353–1357)                              | Descendente dos paleólogos por meio de sua mãe. Proclamado imperador pelo exército em 1341, tornando-se regente e coimperador sênior após uma guerra civil, tomando Constantinopla em 1347. | c. 1295 – 15 de junho de 1383 (c. 88 anos)Deposto por João V em outra guerra civil, aposentando-se e tornando-se monge; morreu de causas naturais                                           | [ 236 ] |
|         | Andrônico IV Paleólogo   | 12 de agosto de 1376 – 1º de julho de 1379                                                                     | Filho de João V e neto de João VI, coimperador desde 1352. Revoltou-se e depôs seu pai em 1376.                                                                                             | 11 de abril de 1348 – 24/28 de junho de 1385 (37 anos)Deposto por João V em 1379, porém restaurado como herdeiro e coimperador em 1381; revoltou-se novamente em 1385 e morreu pouco depois | [ 237 ] |
|         | João VII Paleólogo       | 14 de abril – 17 de setembro de 1390 depois 1403 – 22 de setembro de 1408com Andrônico V Paleólogo (1403–1407) | Filho de Andrônico IV, usurpou o trono de João V em 1390, porém deposto pouco depois. Recebeu Salonica de Manuel II em 1403 e reinou como imperador a partir dali.                          | 1370 – 22 de setembro de 1408 (38 anos)Morreu de causas naturais | [ 238 ] |
|         | Manuel II Paleólogo      | 16 de fevereiro de 1391 – 21 de julho de 1425                                                                  | Filho de João V e neto de João VI, coimperador desde 1373 | 27 de junho de 1350 – 21 de julho de 1425 (74 anos)Sofreu um acidente vascular cerebral em 1422 e morreu de causas naturais                                                                 | [ 239 ] |
|         | João VIII Paleólogo      | 21 de julho de 1425 – 31 de outubro de 1448                                                                    | Filho de Manuel II, coimperador desde 1408 | 18 de dezembro de 1392 – 31 de outubro de 1448 (55 anos)Morreu de causas naturais | [ 240 ] |
|         | Constantino XI Paleólogo | 6 de janeiro de 1449 – 29 de maio de 1453                                                                      | Filho de Manuel II | 8 de fevereiro de 1405 – 29 de maio de 1453 (48 anos)Morreu na Queda de Constantinopla | [ 241 ] |

### Principal
- Adkins, Lesley; Adkins, Roy A. (1994). «Emperors». Handbook to Life in Ancient Rome. Nova Iorque: Oxford University Press. ISBN 0-8160-2755-2
- Barnes, Timothy D. (1982). The New Empire of Diocletian and Constantine. Harvard: Harvard University Press. ISBN 0-674-28066-0
- Cooley, Alison E. (2012). «Appendix 2; Augustus−Justinian». The Cambridge Manual of Latin Epigraphy. Cambridge: Cambridge University Press. ISBN 978-0-521-84026-2
- Grant, Michael (1985). The Roman Emperors: A Biographical Guide to the Rulers of Imperial Rome, 31 BC–AD 476. Nova Iorque: Charles Scribner's Sons. ISBN 0-684-18388-9
- Grierson, Philip (1962). «The Tombs and Obits of the Byzantine Emperors (337–1042)». Dumbarton Oaks Papers. 16. doi:10.2307/1291157
- Grierson, Philip (1973). Catalogue of the Byzantine Coins in the Dumbarton Oaks Collection and in the Whittemore Collection, 3: Leo III to Nicephorus III, 717-1081. Washington: Dumbarton Oaks. ISBN 0-88402-012-6
- Jones, A. H. M.; Martindale, J. R.; Morris, John (1971). Prosopography of the Later Roman Empire. I. Cambridge: Cambridge University Press
- Jones, A. H. M.; Martindale, J. R.; Morris, John (1980). Prosopography of the Later Roman Empire. II. Cambridge: Cambridge University Press
- Jones, A. H. M.; Martindale, J. R.; Morris, John (1992). Prosopography of the Later Roman Empire. III. Cambridge: Cambridge University Press
- Kajdan, Alexander (1991). Oxford Dictionary of Byzantium. Oxford: Oxford University Press. ISBN 978-0-19-504652-6
- Kienast, Dietmar; Eck, Werner; Heil, Matthäus (2017) [1990]. Römische Kaisertabelle: Grundzüge einer römischen Kaiserchronologie 6ª ed. Darmstadt: WBG. ISBN 9783534267248
- Meijer, Fik (2004). Emperors Don't Die in Bed. Londres: Routledge. ISBN 0-415-31201-9
- Omissi, Adrastos (2018). Emperors and Usurpers in the Later Roman Empire: Civil War, Panegyric, and the Construction of Legitimacy. Oxford: Oxford University Press. ISBN 978-0-19-882482-4
- Peachin, Michael (1990). Roman Imperial Titulature and Chronology, A.D. 235–284. Amsterdã: Gieben. ISBN 90-5063-034-0
- Schreiner, Peter (1977). Die byzantinischen Kleinchroniken II: Historischer Kommentar. Col: Corpus Fontium Historiae Byzantinae. Viena: ÖAW. ISBN 978-3-7001-0206-9
- Trapp, Erich (2001). Prosopographisches Lexikon der Palaiologenzeit. Viena: ÖAW. ISBN 978-3-7001-1462-8
- Treadgold, Warren (1997). A History of the Byzantine State and Society. Stanford: Stanford University Press. ISBN 978-0-8047-2630-6

### Secundária
- Angelov, Dimiter (2009). «Emperors and Patriarchs as Ideal Children and Adolescents: Literary Conventions and Cultural Expectations». In:  Papaconstantinou, Arietta; Talbot, Alice-Mary. Becoming Byzantine: Children and Childhood in Byzantium. [S.l.]: Dumbarton Oaks. ISBN 978-0-88402-356-2
- Angelov, Dimiter (2019). The Byzantine Hellene: The Life of Emperor Theodore Laskaris and Byzantium in the Thirteenth Century. Cambridge: Cambridge University Press. ISBN 978-1-108-48071-0
- Arnold, Jonathan J.; Bjornlie, M. Shane; Sessa, Kristina (2016). «Introduction». A Companion to Ostrogothic Italy. Leiden: Brill. ISBN 978-90-04-31376-7
- Becker, Carl Heinrich (1913). «The Expansion of the Saracens—The East"». In:  Gwatkin, H. M.; Whitney, J. P. The Cambridge Medieval History: The Rise of the Saracens and the Foundation of the Western Empire. II. Nova Iorque: The Macmillan Company. OCLC 14739796
- Claes, Liesbeth (2015). «Coins with power? Imperial and local messages on the coinage of the usurpers of the second half of the third century». Jaarboek voor Munt- en Penningkunde. 102. OCLC 948592865
- Chalandon, Ferdinand (1923). «The Earlier Comneni». In:  Tanner, J. R.; Previté-Orton, C. W.; Brooke, Z. N. The Cambridge Medieval History: The Eastern Roman Empire (717–1453). IV. Nova Iorque: The Macmillan Company. OCLC 14739796
- Çolak, Hasan (2014). «Tekfur, fasiliyus and kayser: Disdain, Negligence and Appropriation of Byzantine Imperial Titulature in the Ottoman World». In:  Hadjianastasis, Marios. Frontiers of the Ottoman Imagination. Leiden: Brill. ISBN 978-9004283510
- Cotsonis, John A. (2020). The Religious Figural Imagery of Byzantine Lead Seals I. Oxford: Routledge. ISBN 978-0-367-34696-6
- Croke, Brian (1995). The Chronicle of Marcellinus: A Translation with Commentary. Londres: Brill. ISBN 978-90-04-34463-1
- Dragon, Gilbert (2003). Emperor and Priest: The Imperial Office in Byzantium. Cambridge: Cambridge University Press. ISBN 978-0-521-80123-2
- Estiot, Sylviane (1996). «L'empereur Silbannacus, un second antoninien». Revue numismatique. 6 (151). doi:10.3406/numi.1996.2087
- Feiller, Albert (1976). «Nouvelle note sur la chronologie du règne de Jean Cantacuzène». Études byzantines. 34
- Foss, Clive (2005). «Emperors named Constantine». Revue numismatique. 6 (161). doi:10.3406/numi.2005.2594
- Garland, Lynda (1999). Byzantine Empresses: Women and Power in Byzantium AD 527–1204. Londres: Routledge. ISBN 0-415-14688-7
- Goldsworthy, Adrian Keith (2009). How Rome Fell: Death of a Superpower. New Haven: Yale University Press. ISBN 978-0-300-13719-4
- Halsall, Guy (2018). «Transformations of Romanness: The northern Gallic case». In:  Pohl, Walter; Gantner, Clemens; Grifoni, Cinzia; Pollheimer-Mohaupt, Marianne. Transformations of Romanness: Early Medieval Regions and Identities. Berlim: De Gruyter. ISBN 978-3110598384
- Hammond, Mason (1957). «Imperial Elements in the Formula of the Roman Emperors during the First Two and a Half Centuries of the Empire». Memoirs of the American Academy in Rome. 25. doi:10.2307/4238646
- Hartmann, Ludo Moritz (1913). «Italy under the Lombards». In:  Gwatkin, H. M.; Whitney, J. P. The Cambridge Medieval History: The Rise of the Saracens and the Foundation of the Western Empire. II. Nova Iorque: The Macmillan Company. OCLC 14739796
- Hartmann, Udo (2002). «Rezension zu: C. Körner: Philippus Arabs». H-Soz-Kult. Consultado em 7 de dezembro de 2021
- Lascaratos, J.; Marketos, S. (1997). «The fatal disease of the Byzantine Emperor Andronicus III Palaeologus (1328-1341 A.D.)». Journal of the Royal Society of Medicine. 90 (2). doi:10.1177/014107689709000215
- Lascaratos, J. (1999). «"Eyes" on the Thrones: Imperial Ophthalmologic Nicknames». Survey of Ophthalmology. 44 (1). ISSN 0039-6257
- Lawler, Jennifer (2004). Encyclopedia of the Byzantine Empire. Jefferson: McFarland. ISBN 978-0786466160
- Logan, F. Donald (2012). A History of the Church in the Middle Ages. Londres: Routledge. ISBN 9781134786695
- Loewenstein, Karl (1973). The Governance of Rome. Haia: Martinus Nijhoff. ISBN 978-90-247-1458-2
- Mango, Cyril (2002). The Oxford History of Byzantium. Oxford: Oxford University Press. ISBN 0-19-814098-3
- Mathisen, Ralph W. (1998). «Julius Nepos (19/24 June 474 - [28 August 475] - 25 April/9 May/22 June 480)». De Imperatoribus Romanis
- Mosshammer, Alden (2008). The Easter Computus and the Origins of the Christian Era. Oxford: Oxford University Press. ISBN 978-0-19-156236-5
- Mladenov, Momchil (2003). «John VII Palaiologos and the Bulgarian Lands in 1390». Journal Epohi. 11 (1). ISSN 2534-8418
- Nicol, Donald M. (1967). «The Byzantine View of Western Europe». Greek, Roman and Byzantine Studies. 8 (4)
- Nicol, Donald M. (1992). The Immortal Emperor: The Life and Legend of Constantine Palaiologos, Last Emperor of the Romans. Cambridge: Cambridge University Press. ISBN 978-0-511-58369-8
- Norwich, John Julius (1993). Byzantium: The Apogee. Virgínia: Penguin. ISBN 0-14-011448-3
- Oikonomides, Nicolas (1977). «John VII Palaeologus and the Ivory Pyxis at Dumbarton Oaks». Dumbarton Oaks Papers. 31. doi:10.2307/1291411
- Rea, J. R. (1972). «O. Leid. 144 and the Chronology of A. D. 238». Zeitschrift für Papyrologie und Epigraphik. 9. JSTOR 20180380
- Richardson, John (1984). Roman Provincial Administration. Bristol: Bristol Classical Press. OCLC 1067756325
- Rogers, Clifford J. (2010). The Oxford Encyclopedia of Medieval Warfare and Military Technology. 1. Oxford: Oxford University Press. ISBN 978-0-19-533403-6
- Sandberg, Kaj (2008). «The So-Called Division of the Roman Empire in AD 395: Notes on a Persistent Theme in Modern Historiography». Arctos. 42. ISSN 0570-734X
- Seibt, Werner (2018). «Wer war Niketas Nobellisimos und Komes von Opsikion (8. Jahrhundert)?». Jahrbuch der Österreichischen Byzantinistik. 67. doi:10.1553/joeb67s213
- Shiel, Norman (1979). «The Coinage of Saloninus as Augustus». Museum Notes (American Numismatic Society). 24. JSTOR 43573579
- Stein, Arthur (1924). «Zur Chronologie der römischen Kaiser von Decius bis Diocletian». Archiv für Papyrusforschung und verwandte Gebiete. 7 (1–2). doi:10.1515/apf.1924.7.1-2.30
- Smolin, Nathan Israel (2021). Christ the Emperor: Roman Emperor and Christian Theology in the 4th Century AD. Chapen Hill: University of North Carolina. doi:10.17615/wg7y-3h07
- Tilemachos, Lounghis (2015). «Review Article: Juan Signes Codoner, The emperor Theophilos and the East, 829-842: Court and frontier in Byzantium during the last phase of Iconoclasm, Birmingham Byzantine and Ottoman Studies, vol 13, Ashgate 2014». Byzantina Symmeikta. 25. doi:10.12681/byzsym.8773
- Van Tricht, Filip (2011). «The Imperial Ideology». The Latin Renovatio of Byzantium: The Empire of Constantinople (1204–1228). Leiden: Brill. ISBN 978-90-04-20323-5
- Vagi, David L. (1999). Coinage and History of the Roman Empire: c. 82 B.C. – A.D. 480, History. I. Londres: Routledge. ISBN 978-1-138-99907-7
- Watson, Alaric (1999). Aurelian and the Third Century. Londres: Routledge. ISBN 0-415-07248-4
- Williams, Stephen; Friell, Gerard (1998). The Rome that Did Not Fall: The Survival of the East in the Fifth Century. Londres: Routledge. ISBN 978-0-203-98231-0
- Wu, Chiang-Yuan (2016). «"Live Like a King": The Monument of Philopappus and the Continuity of Client-Kingship». In:  So, Francis K. H. Perceiving Power in Early Modern Europe. Nova Iorque: Palgrave Macmillan. ISBN 978-1-137-58624-7